# Nikol Aghbalian
Nikol Aghbalian (arménsky: Նիկոլ Պողոսի Աղբալյան; 1875, Tbilisi – 1947, Bejrút) byl arménský veřejný činitel, literární historik a editor novin Horizon.

## Život
Narodil se roku 1875 v Tbilisi. Základní vzdělání získal na škole Tbilisi Nersisyan a poté následovalo seminární vzdělání. Studoval na Lomonosovové univerzitě pak v Lausanne a na Pařížské univerzitě. V Agulisu, Šuše a Tbilisi působil jako učitel. V Íránu byl hlavou Arménské národní koleje. Roku 1914 se vrátil do ruské Arménie. Pracoval zde s pozůstalými Arménské genocidy. V letech 1918-1920 byl členem parlamentu, a v letech 1919-1920 působil ve funkci ministra školství a kultury Arménské republiky.
Byl editorem různých novin jako např. "Hammer", "Horizon", "Balcony", "Journal Amsorya" aj. Roku 1921 po vzniku sovětské moci byl Aghbalian uvězněn a následně emigroval do Libanonu, kde v Bejrútu řídil seminář Nshan Palanjian.
Zemřel roku 1947.

## Práce
- Historie arménské literatury (1947)
- Se With Sayat-Nova (1966)